# Goudourville
Goudourville est une commune française située dans l'ouest du département de Tarn-et-Garonne, en région Occitanie.
Sur le plan historique et culturel, la commune est dans le Quercy Blanc, correspondant à la partie méridionale du Quercy, devant son nom à ses calcaires lacustres du Tertiaire.
Exposée à un climat océanique altéré, elle est drainée par le canal latéral à la Garonne, la Barguelonne, le canal de Golfech, le ruisseau de la Saudèze, le ruisseau de Gasques, le ruisseau du Braguel et par divers autres petits cours d'eau. La commune possède un patrimoine naturel remarquable composé de deux zones naturelles d'intérêt écologique, faunistique et floristique.
Goudourville est une commune rurale qui compte 970 habitants en 2022, après avoir connu une forte hausse de la population depuis 1962. Elle est dans l'agglomération de Valence et fait partie de l'aire d'attraction de Valence. Ses habitants sont appelés les Goudourvillois ou  Goudourvilloises.

## Géographie

### Localisation
Commune située à l'est de Valence.

### Communes limitrophes
Goudourville est limitrophe de six autres communes.
Les communes limitrophes sont  Gasques, Malause, Pommevic, Saint-Clair, Saint-Vincent-Lespinasse et Valence.
|         | Gasques      | Saint-Clair              |
| Valence | Goudourville | Saint-Vincent-Lespinasse |
|         | Pommevic     | Malause                  |

Représentations cartographiques de la commune
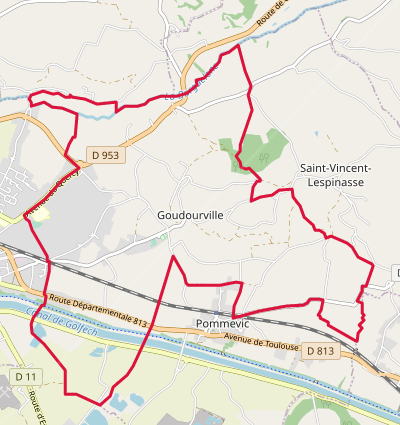
Carte OpenTreetMap.
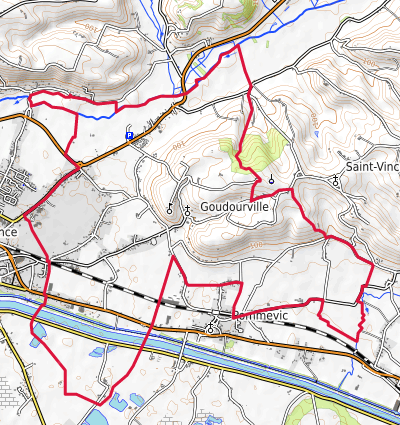
Carte topographique.

### Géologie et relief
La superficie de la commune est de 1 127 hectares ; son altitude varie de 57  à   182 mètres.

### Hydrographie

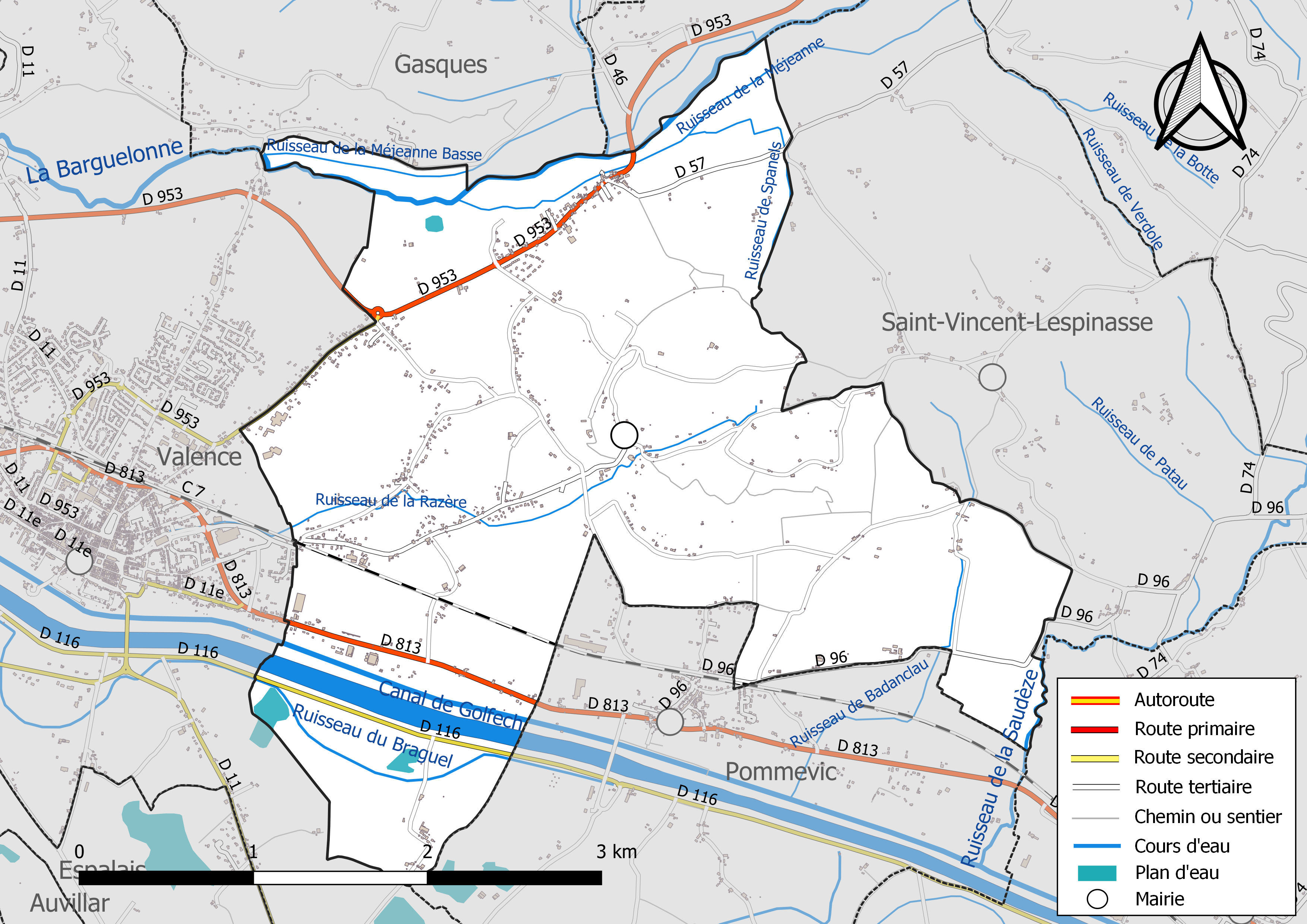
Réseaux hydrographique et routier de Goudourville.

La commune est dans le bassin versant de la Garonne, au sein du bassin hydrographique Adour-Garonne. Elle est drainée par la Barguelonne, le canal de Golfech, le ruisseau de la Saudèze, le ruisseau de Gasques, le ruisseau du Braguel, le ruisseau de Badanclau, le ruisseau de la Méjeanne, le ruisseau de la Méjeanne Basse, le ruisseau de la Razère, le ruisseau de Spanels et par un petit cours d'eau, constituant un réseau hydrographique de 16 km de longueur totale,.
La Barguelonne, d'une longueur totale de 61,1 km, prend sa source dans la commune de Lhospitalet et s'écoule du nord-est au sud-ouest. Elle traverse la commune et se jette dans le canal de Golfech à Lamagistère, après avoir traversé 24 communes.
Le canal de Golfech, d'une longueur totale de 13,4 km, prend sa source dans la commune de Montech et s'écoule d'est en ouest. Il traverse la commune et se jette dans la Garonne à Donzac, après avoir traversé 7 communes.

### Climat
Pour des articles plus généraux, voir Climat de l'Occitanie et Climat de Tarn-et-Garonne.
En 2010, le climat de la commune est de type climat du Bassin du Sud-Ouest, selon une étude du Centre national de la recherche scientifique s'appuyant sur une série de données couvrant la période 1971-2000. En 2020, Météo-France publie une typologie des climats de la France métropolitaine dans laquelle la commune est exposée à un climat océanique altéré et est dans la région climatique Aquitaine, Gascogne, caractérisée par une pluviométrie abondante au printemps, modérée en automne, un faible ensoleillement au printemps, un été chaud (19,5 °C), des vents faibles, des brouillards fréquents en automne et en hiver et des orages fréquents en été (15 à 20 jours).
Pour la période 1971-2000, la température annuelle moyenne est de 13,4 °C, avec une amplitude thermique annuelle de 15,7 °C. Le cumul annuel moyen de précipitations est de 804 mm, avec 10,3 jours de précipitations en janvier et 6,4 jours en juillet. Pour la période 1991-2020, la température moyenne annuelle observée sur la station météorologique de Météo-France la plus proche, « Valence », sur la commune de Valence à 3 km à vol d'oiseau, est de 14,3 °C et le cumul annuel moyen de précipitations est de 747,3 mm. 
La température maximale relevée sur cette station est de 43 °C, atteinte le 12 août 2003 ; la température minimale est de −13,7 °C, atteinte le 9 février 2012,,.
Les paramètres climatiques de la commune ont été estimés pour le milieu du siècle (2041-2070) selon différents scénarios d'émission de gaz à effet de serre à partir des nouvelles projections climatiques de référence DRIAS-2020. Ils sont consultables sur un site dédié publié par Météo-France en novembre 2022.

### Milieux naturels et biodiversité

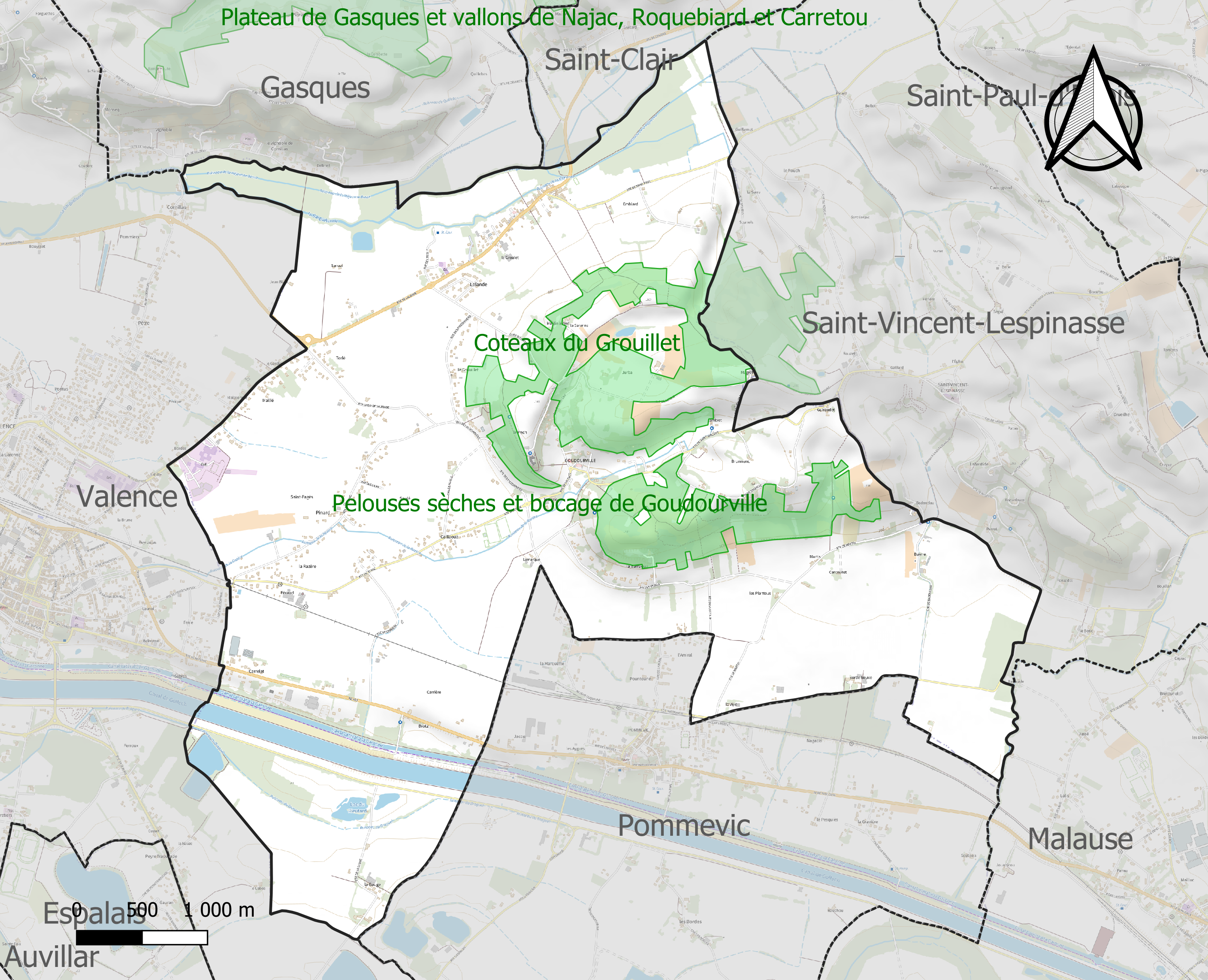
Carte des ZNIEFF de type 1 localisées sur la commune.

L’inventaire des zones naturelles d'intérêt écologique, faunistique et floristique (ZNIEFF) a pour objectif de réaliser une couverture des zones les plus intéressantes sur le plan écologique, essentiellement dans la perspective d’améliorer la connaissance du patrimoine naturel national et de fournir aux différents décideurs un outil d’aide à la prise en compte de l’environnement dans l’aménagement du territoire.
Deux ZNIEFF de type 1 sont recensées sur la commune :
les « coteaux du Grouillet » (103 ha), couvrant 2 communes du département, et 
les « pelouses sèches et bocage de Goudourville » (46 ha).

## Urbanisme

### Typologie
Au 1er janvier 2024, Goudourville est catégorisée commune rurale à habitat dispersé, selon la nouvelle grille communale de densité à sept niveaux définie par l'Insee en 2022.
Elle appartient à l'unité urbaine de Valence (Tarn-et-Garonne), une agglomération intra-départementale regroupant quatre  communes, dont elle est une commune de la banlieue,,. Par ailleurs la commune fait partie de l'aire d'attraction de Valence, dont elle est une commune de la couronne,. Cette aire, qui regroupe 16 communes, est catégorisée dans les aires de moins de 50 000 habitants,.

### Occupation des sols

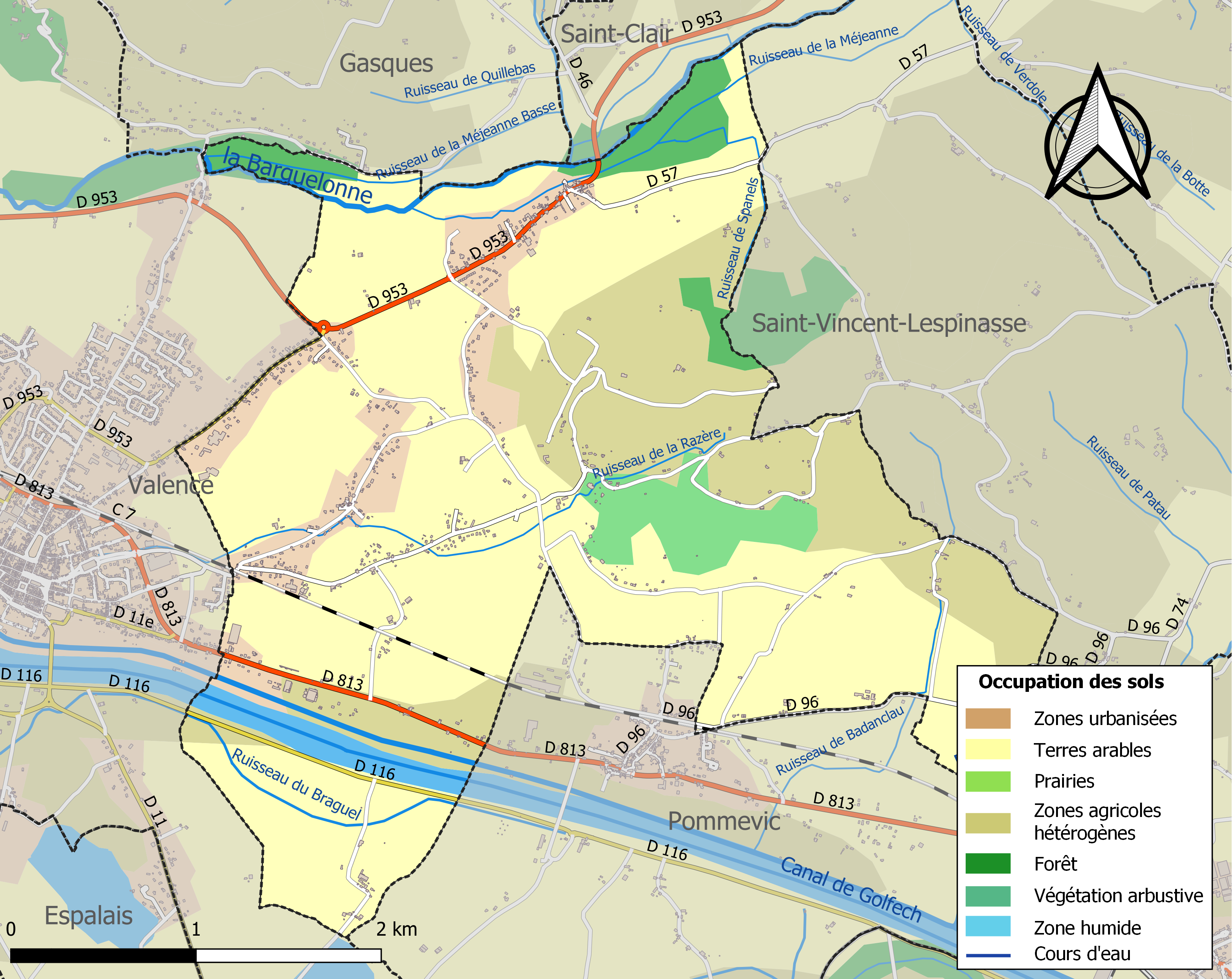
Carte des infrastructures et de l'occupation des sols de la commune en 2018 (CLC).

L'occupation des sols de la commune, telle qu'elle ressort de la base de données européenne d’occupation biophysique des sols Corine Land Cover (CLC), est marquée par l'importance des territoires agricoles (81,2 % en 2018), en diminution par rapport à 1990 (90,2 %). La répartition détaillée en 2018 est la suivante : 
terres arables (58,9 %), zones agricoles hétérogènes (22,3 %), zones urbanisées (8,3 %), forêts (4 %), milieux à végétation arbustive et/ou herbacée (4 %), eaux continentales (2 %), espaces verts artificialisés, non agricoles (0,5 %). L'évolution de l’occupation des sols de la commune et de ses infrastructures peut être observée sur les différentes représentations cartographiques du territoire : la carte de Cassini (XVIIIe siècle), la carte d'état-major (1820-1866) et les cartes ou photos aériennes de l'IGN pour la période actuelle (1950 à aujourd'hui).

### Voies de communication et transports
Accès avec les routes départementales D 813 (ex Route nationale 113), D 953 et D 96.

### Risques majeurs
Le territoire de la commune de Goudourville est vulnérable à différents aléas naturels : météorologiques (tempête, orage, neige, grand froid, canicule ou sécheresse), inondations, mouvements de terrains et séisme (sismicité très faible). Il est également exposé à deux risques technologiques,  le transport de matières dangereuses et le risque nucléaire. Un site publié par le BRGM permet d'évaluer simplement et rapidement les risques d'un bien localisé soit par son adresse soit par le numéro de sa parcelle.

#### Risques naturels
Certaines parties du territoire communal sont susceptibles d’être affectées par le risque d’inondation par débordement de cours d'eau, notamment le canal latéral à la Garonne, la Barguelonne, le canal de Golfech et le ruisseau de la Saudèze. La cartographie des zones inondables en ex-Midi-Pyrénées réalisée dans le cadre du XIe Contrat de plan État-région, visant à informer les citoyens et les décideurs sur le risque d’inondation, est accessible sur le site de la DREAL Occitanie. La commune a été reconnue en état de catastrophe naturelle au titre des dommages causés par les inondations et coulées de boue survenues en 1982, 1984, 1993, 1996 et 1999,.
Goudourville est exposée au risque de feu de forêt. Le département de Tarn-et-Garonne présentant toutefois globalement un niveau d’aléa moyen à faible très localisé, aucun Plan départemental de protection des forêts contre les risques d’incendie de forêt (PFCIF) n'a été élaboré. Le débroussaillement aux abords des maisons constitue l’une des meilleures protections pour les particuliers contre le feu,.

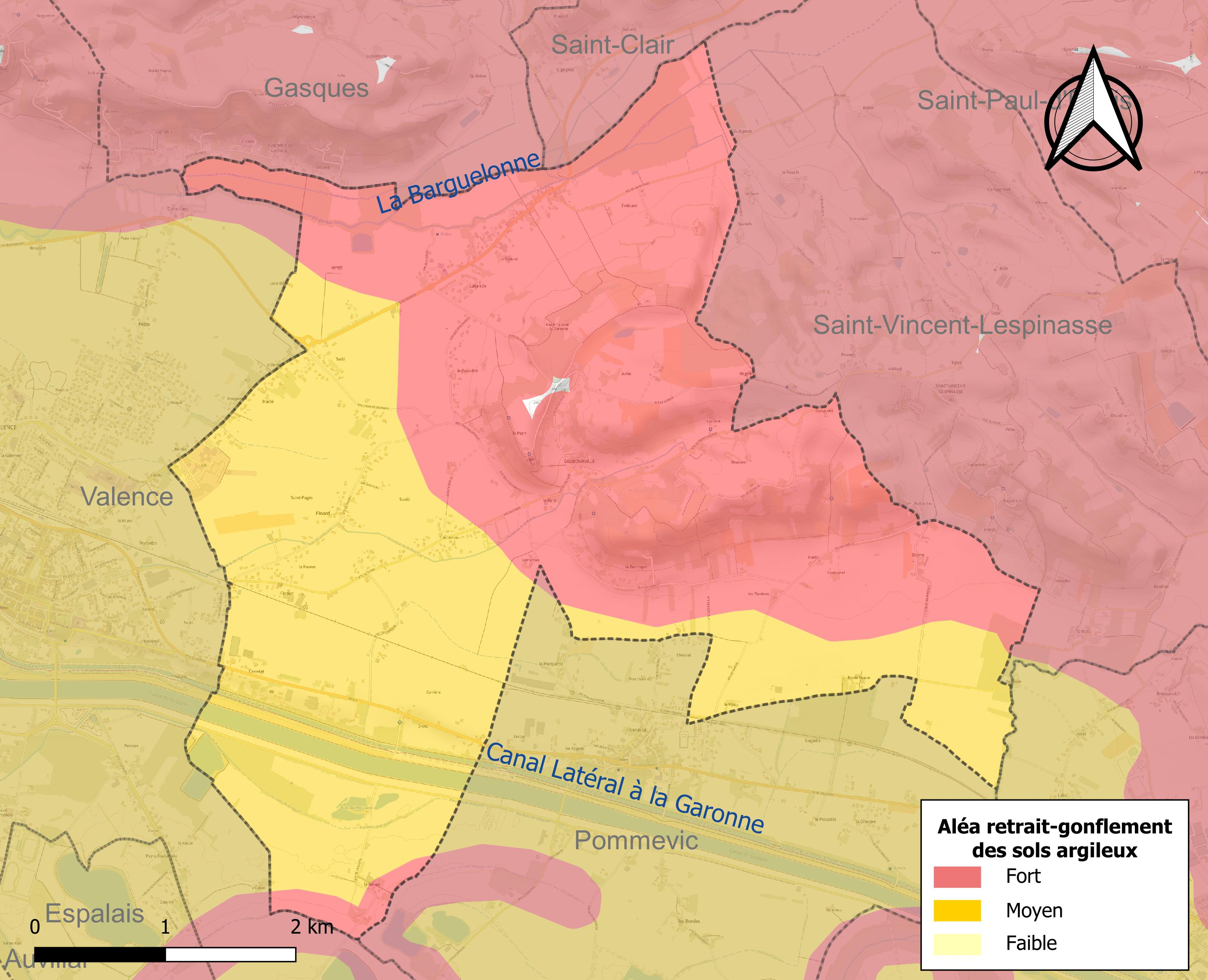
Carte des zones d'aléa retrait-gonflement des sols argileux de Goudourville.

Les mouvements de terrains susceptibles de se produire sur la commune sont des tassements différentiels.
Le retrait-gonflement des sols argileux est susceptible d'engendrer des dommages importants aux bâtiments en cas d’alternance de périodes de sécheresse et de pluie. 99,9 % de la superficie communale est en aléa moyen ou fort (92 % au niveau départemental et 48,5 % au niveau national). Sur les 422 bâtiments dénombrés sur la commune en 2019, 422 sont en aléa moyen ou fort, soit 100 %, à comparer aux 96 % au niveau départemental et 54 % au niveau national. Une cartographie de l'exposition du territoire national au retrait gonflement des sols argileux est disponible sur le site du BRGM,.
Par ailleurs, afin de mieux appréhender le risque d’affaissement de terrain, l'inventaire national des cavités souterraines permet de localiser celles situées sur la commune.
Concernant les mouvements de terrains, la commune a été reconnue en état de catastrophe naturelle au titre des dommages causés par la sécheresse en 1989, 1991, 2003, 2011 et 2015 et par des mouvements de terrain en 1999.

#### Risques technologiques
Le risque de transport de matières dangereuses sur la commune est lié à sa traversée par des infrastructures routières ou ferroviaires importantes ou la présence d'une canalisation de transport d'hydrocarbures. Un accident se produisant sur de telles infrastructures est susceptible d’avoir des effets graves sur les biens, les personnes ou l'environnement, selon la nature du matériau transporté. Des dispositions d’urbanisme peuvent être préconisées en conséquence.
En cas d’accident grave, certaines installations nucléaires sont susceptibles de rejeter dans l’atmosphère de l’iode radioactif. La commune étant située dans le périmètre de sûreté de 5 km autour de la centrale nucléaire de Golfech, elle est exposée au risque nucléaire. En cas d'accident nucléaire, une alerte est donnée par différents médias (sirène, sms, radio, véhicules). Dès l'alerte, les personnes habitant dans le périmètre de 2 km se mettent à l'abri. Les personnes habitant dans le périmètre de 20 km peuvent être amenées, sur ordre du préfet, à évacuer et ingérer des comprimés d'iode,,.

## Toponymie
Attestée sous la forme villa gothorum en 846.
Littéralement : villa (« domaine, exploitation agricole », puis « habitat, village »), gothorum (des Goths (ici, dans le Tarn-et-Garonne, plus probablement des Wisigoths)). Donc, « le domaine/village des Goths ».

## Politique et administration

### Administration municipale
Le nombre d'habitants au recensement de 2017 étant compris entre 500 habitants et 1 499 habitants, le nombre de membres du conseil municipal pour l'élection de 2020 est de quinze,.

### Rattachements administratifs et électoraux
Commune faisant partie de l'arrondissement de Castelsarrasin de la communauté de communes des Deux Rives et du Valence.

### Liste des maires
| Période                                  | Période  | Identité            | Étiquette      | Qualité |
| ---------------------------------------- | -------- | ------------------- | -------------- | ------- |
| Les données manquantes sont à compléter. |          |                     |                |         |
| mars 2001                                | 2008     | Jean Balat          |                |         |
| mars 2008                                | 2020     | Jean-Pierre Parisse | Sans étiquette |         |
| 2020                                     | En cours | Gérard Barros       |                |         |

## Population et société

### Démographie
L'évolution du nombre d'habitants est connue à travers les recensements de la population effectués dans la commune depuis 1793. Pour les communes de moins de 10 000 habitants, une enquête de recensement portant sur toute la population est réalisée tous les cinq ans, les populations de référence des années intermédiaires étant quant à elles estimées par interpolation ou extrapolation. Pour la commune, le premier recensement exhaustif entrant dans le cadre du nouveau dispositif a été réalisé en 2006.

En 2022, la commune comptait 970 habitants, en évolution de +1,15 % par rapport à 2016 (Tarn-et-Garonne : +3,12 %, France hors Mayotte : +2,11 %).
| 1793 | 1800 | 1806 | 1821 | 1831 | 1836 | 1841 | 1846 | 1851 |
| ---- | ---- | ---- | ---- | ---- | ---- | ---- | ---- | ---- |
| 315  | 332  | 379  | 557  | 526  | 545  | 523  | 530  | 530  |

| 1856 | 1861 | 1866 | 1872 | 1876 | 1881 | 1886 | 1891 | 1896 |
| ---- | ---- | ---- | ---- | ---- | ---- | ---- | ---- | ---- |
| 513  | 485  | 569  | 509  | 460  | 430  | 447  | 435  | 441  |

| 1901 | 1906 | 1911 | 1921 | 1926 | 1931 | 1936 | 1946 | 1954 |
| ---- | ---- | ---- | ---- | ---- | ---- | ---- | ---- | ---- |
| 410  | 424  | 400  | 347  | 379  | 383  | 385  | 363  | 395  |

| 1962 | 1968 | 1975 | 1982 | 1990 | 1999 | 2006 | 2011 | 2016 |
| ---- | ---- | ---- | ---- | ---- | ---- | ---- | ---- | ---- |
| 436  | 505  | 553  | 735  | 811  | 837  | 896  | 908  | 959  |

| 2021 | 2022 | - | - | - | - | - | - | - |
| ---- | ---- | - | - | - | - | - | - | - |
| 959  | 970  | - | - | - | - | - | - | - |

| selon la population municipale des années : | 1968 | 1975 | 1982 | 1990 | 1999 | 2006 | 2009 | 2013 |
| Rang de la commune dans le département      | 65   | 70   | 50   | 50   | 48   | 59   | 62   | 61   |
| Nombre de communes du département           | 195  | 195  | 195  | 195  | 195  | 195  | 195  | 195  |

### Enseignement
Goudourville fait partie de l'académie de Toulouse.
L'éducation est assuré sur la commune par une école maternelle et une école primaire.

### Culture et festivités
Salle des fêtes,

### Activités sportives
Randonnée pédestre, chasse,

## Économie

### Revenus
En 2018, la commune compte 383 ménages fiscaux, regroupant 947 personnes. La médiane du revenu disponible par unité de consommation est de 21 040 € (20 140 € dans le département).

### Emploi
|                | 2008  | 2013   | 2018   |
| -------------- | ----- | ------ | ------ |
| Commune        | 6,2 % | 7,8 %  | 12,1 % |
| Département    | 8,4 % | 10,2 % | 10,3 % |
| France entière | 8,3 % | 10 %   | 10 %   |

En 2018, la population âgée de 15 à 64 ans s'élève à 589 personnes, parmi lesquelles on compte 75,9 % d'actifs (63,9 % ayant un emploi et 12,1 % de chômeurs) et 24,1 % d'inactifs,. En  2018, le taux de chômage communal (au sens du recensement) des 15-64 ans est supérieur à celui du département et de la France, alors qu'en 2008 la situation était inverse.
La commune fait partie de la couronne de l'aire d'attraction de Valence, du fait qu'au moins 15 % des actifs travaillent dans le pôle,. Elle compte 90 emplois en 2018, contre 109 en 2013 et 144 en 2008. Le nombre d'actifs ayant un emploi résidant dans la commune est de 386, soit un indicateur de concentration d'emploi de 23,3 % et un taux d'activité parmi les 15 ans ou plus de 57 %.
Sur ces 386 actifs de 15 ans ou plus ayant un emploi, 52 travaillent dans la commune, soit 14 % des habitants. Pour se rendre au travail, 89,6 % des habitants utilisent un véhicule personnel ou de fonction à quatre roues, 2,3 % les transports en commun, 4,6 % s'y rendent en deux-roues, à vélo ou à pied et 3,5 % n'ont pas besoin de transport (travail au domicile).

### Activités hors agriculture

#### Secteurs d'activités
40 établissements sont implantés  à Goudourville au 31 décembre 2019. Le tableau ci-dessous en détaille le nombre par secteur d'activité et compare les ratios avec ceux du département,.
| Secteur d'activité                                                                                        | Commune | Commune | Département |
| Secteur d'activité                                                                                        | Nombre  | %       | %           |
| --- | ------- | ------- | ----------- |
| Ensemble                                                                                                  | 40      |         |             |
| Industrie manufacturière, industries extractives et autres                                                | 6       | 15 %    | (9,6 %)     |
| Construction                                                                                              | 8       | 20 %    | (14,9 %)    |
| Commerce de gros et de détail, transports, hébergement et restauration                                    | 12      | 30 %    | (29,7 %)    |
| Activités financières et d'assurance                                                                      | 1       | 2,5 %   | (3,4 %)     |
| Activités immobilières                                                                                    | 2       | 5 %     | (3,3 %)     |
| Activités spécialisées, scientifiques et techniques et activités de services administratifs et de soutien | 1       | 2,5 %   | (14,1 %)    |
| Administration publique, enseignement, santé humaine et action sociale                                    | 6       | 15 %    | (13,6 %)    |
| Autres activités de services                                                                              | 4       | 10 %    | (9,3 %)     |

Le secteur du commerce de gros et de détail, des transports, de l'hébergement et de la restauration est prépondérant sur la commune puisqu'il représente 30 % du nombre total d'établissements de la commune (12 sur les 40 entreprises implantées  à Goudourville), contre 29,7 % au niveau départemental.

#### Entreprises et commerces
Les deux entreprises ayant leur siège social sur le territoire communal qui génèrent le plus de chiffre d'affaires en 2020 sont : 
- Bednarzuck, travaux d'installation d'équipements thermiques et de climatisation (267 k€)
- Easy Courtage, activités des agents et courtiers d'assurances (0 k€)

### Agriculture
La commune est dans le « Bas-Quercy de Montpezat », une petite région agricole couvrant une bande nord  du département de Tarn-et-Garonne. En 2020, l'orientation technico-économique de l'agriculture  sur la commune est la polyculture et/ou le polyélevage. 
|               | 1988 | 2000 | 2010 | 2020 |
| ------------- | ---- | ---- | ---- | ---- |
| Exploitations | 41   | 29   | 18   | 14   |
| SAU (ha)      | 653  | 479  | 503  | 342  |

Le nombre d'exploitations agricoles en activité et ayant leur siège dans la commune est passé de 41 lors du recensement agricole de 1988  à 29 en 2000 puis à 18 en 2010 et enfin à 14 en 2020, soit une baisse de 66 % en 32 ans. Le même mouvement est observé à l'échelle du département qui a perdu pendant cette période 57 % de ses exploitations,. La surface agricole utilisée sur la commune a également diminué, passant de 653 ha en 1988 à 342 ha en 2020. Parallèlement la surface agricole utilisée moyenne par exploitation a augmenté, passant de 16 à 24 ha.

## Culture locale et patrimoine

### Lieux et monuments
- Château de Goudourville, édifié par Hugues de Gasques sur des terres acquises en 1081 (XIe siècle)[44].
- Église Saint-Julien-de-Brioude de Goudourville. L'édifice a été inscrit au titre des monuments historiques en 1927[45].
- Église Saint-Pierre-aux-Liens de Lalande.

### Personnalités liées à la commune
- Le peintre orientaliste Georges Maury (1875-1962) y est né.

## Héraldique
| Blason de Goudourville | Blason  | D'azur au chevron d'argent accompagné de trois têtes de lion arrachées du même. |
| Blason de Goudourville | Détails | Le statut officiel du blason reste à déterminer.                                |

## Pour approfondir